# Meiothericles vittatus
Meiothericles vittatus är en insektsart som beskrevs av Marius Descamps 1977. Meiothericles vittatus ingår i släktet Meiothericles och familjen Thericleidae. Inga underarter finns listade i Catalogue of Life.